# Rectavit Series
Rectavit Series war der letzte Name einer belgischen Serie von Cyclocrossrennen, die von 2009 bis 2020 bestand. Zuvor hieß sie auch Fidea Cyclocross Classics oder Soudal Classics.

## Geschichte
Die Fidea Cyclocross Classics wurden 2009 von Golazo als Dachmarke von zunächst zwei Rennen eingerichtet, dem Jaarmarktcross Niel sowie dem Querfeldeinrennen von Tervuren. 2011 umfasste sie fünf Rennen. Erster Namenssponsor war das Versicherungsunternehmen Fidea. Ab 2012 übernahm der Baumaterial-Produzent Soudal das Sponsoring.
Die Serie diente der gemeinsamen Vermarktung der Rennen und hatte kein Gesamtklassement, im Gegensatz zur ebenfalls von Golazo betriebenen GvA Trofee. Sie umfasste so verschiedene Rennen wie den Citadelcross, der zum Weltcup gehörte, oder das Cylocross Masters in Waregem außerhalb des UCI-Kalenders.
2019 wurden die Soudal Classics in Rectavit Series umbenannt, nach einem Subunternehmen von Soudal. Kurz zuvor hatte Golazo auch den Brico Cross (mittlerweile Exact Cross) übernommen. Nach 2019/2020 wurde die Rectavit Series daher nicht fortgesetzt, der Sponsor unterstützt nunmehr die Frauenrennen des Exact Cross. Einige Rennen der Rectavit Series wurden gänzlich eingestellt, andere fanden Aufnahme in den Exact Cross oder Serien wie Superprestige.

## Austragungsorte
| Ort          | von       | bis       | Anzahl | Link/Bemerkung      |
| ------------ | --------- | --------- | ------ | ------------------- |
| Niel         | 2009/2010 | 2019/2020 | 10     | Jaarmarktcross Niel |
| Tervuren     | 2009/2010 | 2010/2011 | 2      |                     |
| Neerpelt     | 2010/2011 | 2019/2020 | 10     | GP Neerpelt         |
| Antwerpen    | 2010/2011 | 2014/2015 | 5      | Scheldecross        |
| Namur        | 2011/2012 | 2018/2019 | 6      | Citadelcross        |
| Leuven       | 2011/2012 | 2019/2020 | 9      |                     |
| Waregem      | 2014/2015 | 2019/2020 | 6      |                     |
| Hasselt      | 2015/2016 | 2018/2019 | 4      | GP van Hasselt      |
| Sint-Niklaas | 2016/2017 | 2019/2020 | 4      | Waaslandcross       |